# Диамагнетизм
Диамагнети́зм (от греч. «dia…» — расхождение и «магнетизм») — один из видов магнетизма, проявляющийся в намагничивании вещества в направлении, противоположном действующему на него внешнему магнитному полю.

## Физическая природа
Эффект обусловлен тем, что в процессе внесения тела в магнитное поле или создания поля в месте нахождения тела орбита каждого находящегося в теле электрона оказывается «контуром», пронизываемым переменным магнитным потоком. По закону электромагнитной индукции Фарадея в таком случае должны возникать индуцированные («наведённые») круговые токи, то есть добавочное круговое движение электронов вокруг направления магнитного поля. Эти токи создают в каждом атоме индуцированный магнитный момент, направленный, согласно правилу Ленца, навстречу внешнему полю. Таким образом, диамагнетизм имеет фундаментальную природу и является микроскопическим проявлением того же закона Фарадея, который ответственен за возникновение электродвижущей силы в электротехнике.
Некоторые аспекты диамагнетизма, однако, нельзя описать с позиции только классической физики, и требуется привлечение квантовой механики.

## Диамагнитные среды
Диамагнетизм присущ любым средам, независимо от того, имелся ли первоначально собственный магнитный момент у частиц среды или нет и как он был ориентирован. Однако диамагнетизм слаб и перекрывается полями другой природы, если собственные магнитные моменты наличествуют в системе. 
Электроны, обеспечивающие индукционный ток, могут быть свободными, то есть перемещающимися по телу в целом (в металлах, полупроводниках, плазме), или связанными, то есть принадлежащими конкретному атому (в диэлектриках, частично в полупроводниках). 
В случае свободных электронов имеет место искажение их траекторий — в металлах такой механизм называется диамагнетизмом Ландау. 
В случае связанных электронов происходит вращение как целого электронных орбит в атоме вокруг направления поля, называемое ларморовой прецессией. 
Особый тип диамагнетизма реализуется в сверхпроводниках. В них при попытке наложения внешнего поля начинают протекать не микроскопические, а макроскопические токи по поверхности, из-за которых поле внутри материала оказывается нулевым (эффект Мейснера). 

## Вещества-диамагнетики
Вещества, в которых диамагнетизм не перекрыт другими механизмами реакции на внешнее магнитное поле, именуются диамагнетиками. У чисто диамагнитных веществ электронные оболочки молекул не обладают постоянным моментом. Моменты, создаваемые отдельными электронами, в таких веществах в отсутствие внешнего поля взаимно скомпенсированы. В частности, это имеет место в ионах и молекулах с целиком заполненными электронными оболочками, например, в инертных газах, в молекулах водорода, азота. Примерами чисто диамагнитных твёрдых тел (диамагнетиков) в классе кристаллических металлов и диэлектриков могут служить, соответственно, Cu и NaCl, а в классе аморфных твёрдых тел — SiO2.

## Магнитные параметры
Для диамагнитных сред магнитная восприимчивость {\displaystyle \chi _{m}} (коэффициент связи между напряжённостью {\displaystyle {\vec {H}}} и намагниченностью {\displaystyle {\vec {M}}} отрицателен и мал по величине (порядка 10-5—10-6. Соответственно, магнитная проницаемость таких веществ ненамного меньше единицы. Из-за малости {\displaystyle \chi _{m}} влияние индуцированных в какой-то части тела магнитных моментов на другие части того же тела пренебрежимо.
Для сверхпроводников, формально, {\displaystyle \chi _{m}=-1} — но фактически о таких веществах в принципе нельзя говорить как о магнетиках, ибо введение поля в них невозможно (аналогия: в электростатике было бы странным назвать металл диэлектриком с равной -1 диэлектрической восприимчивостью).